# Jill Scott
Cet article concerne une chanteuse américaine. Pour la footballeuse anglaise, voir Jill Scott (football).
Pour les articles homonymes, voir Scott et Jill Scott (homonymie).
Jill Scott, née le 4 avril 1972 à Philadelphie (Pennsylvanie), est une chanteuse américaine de soul, RnB et jazz.

## Biographie
Elle a reçu neuf nominations aux Grammy Awards. Plusieurs de ses titres ont eu beaucoup de succès comme A Long Walk, Golden...
Elle devient actrice dans le film écrit et produit par Tyler Perry, Pourquoi je me suis marié ? où elle joue aux côtés de Tyler Perry et Janet Jackson.
En 2008, elle incarne Precious Ramotswe, l'héroïne de la série L'Agence N°1 des dames détectives.
Samedi 25 juin 2016, elle épouse Mike Dobson.
En 2018, elle obtient le rôle de la méchante Lady Eve dans la série à succès de Netflix Black Lighting.

## Discographie

### Albums studio
- 2000 : Who Is Jill Scott? Words and Sounds Vol. 1 (Hidden Beach)
- 2004 : Beautifully Human: Words and Sounds Vol. 2 (Epic/Hidden Beach)
- 2007 : The Real Thing: Words and Sounds Vol. 3 (Hidden Beach)
- 2011 : The Light of the Sun (Blues Babe Records/Warner Bros)
- 2015 : Woman (Blues Babe Records/Warner Bros)

### Albumslive
- 2001 : Experience: Jill Scott 826+ (Epic/Hidden Beach)
- 2008 : Live in Paris+

### Compilations
- 2007 : Collaborations (Hidden Beach)
- 2011 : The Original Jill Scott from the Vault, Vol. 1 (Hidden Beach)
- 2015 : Golden Moments (Hidden Beach)

### Featurings
- 1999 : Bande originale du film Wild Wild West : 8 Minutes to Sunrise (avec Common)
- 1999 : Bande originale du film Gangsta Cop : Dreamin'
- 1999 : The Roots : You Got Me
- 2000 : Common : Funky for You
- 2001 : Bande originale du film Kingdom Come : Kingdom Come (avec Kirk Franklin)
- 2001 : Bande originale du film Save the Last Dance : Shining Through (avec Fredro Starr)
- 2001 : Bande originale du film Les Pieds sur terre : One Time
- 2002 : The Roots : Complexity
- 2002 : Common : Heaven Somewhere
- 2002 : DJ Jazzy Jeff : We Live in Philly
- 2003 : Bande originale du film L'amour n'a pas de prix : Comes to Light (Everything)
- 2005 : Bande originale du film Beauty Shop : Golden
- 2006 : Lupe Fiasco : Daydreamin'
- 2010 : Chuck Brown : Love
- 2011 : Pharoahe Monch : Still Standing
- 2012 : Skyzoo : Dreams in a Basement
- 2013 : Robert Glasper : Calls
- 2014 : Bernhoft : No Us, No Them

## Filmographie
- 2002 : Broadway's Best (téléfilm)
- 2004 : Girlfriends (série télévisée) : Donna Williams (4 épisodes)
- 2004 : La Vie d'une femme (Cavedweller) (téléfilm) : Rosemary
- 2007 : Pourquoi je me suis marié ? (Why Did I Get Married?) : Sheila
- 2007 : Hounddog : Big Momma Thorton
- 2008 : L'Agence N°1 des dames détectives (série télévisée) : Precious Ramotswe
- 2010 : Il suffit d'un premier pas (téléfilm) : Nona
- 2010 : Pourquoi je me suis marié aussi ? (Why Did I Get Married too?) : Sheila
- 2010 : New York, unité spéciale (saison 11, épisode 17) : Janice Raleigh
- 2012 : Fringe (série télévisée) (saison 5, épisode 8) : Simone
- 2013 : Destination Love (Baggage Claim) : Gail Best
- 2013 : Made in America (documentaire) de Ron Howard : elle-même
- 2014 : Get on Up de Tate Taylor : DeeDee Brown
- 2015 : With This Ring (téléfilm) : Viviane
- 2016 : Coco : Professeur Dixon
- 2016 : Being Mary Jane : Jackie
- 2018 : Black Lighting : Lady Eve (série télévisée)
- 2025 : Abbott Elementary (série télévisée) (saison 4, épisode 20) : elle-même

## Distinctions

### Grammy Awards
- 2001 : Meilleur album RnB pour Who Is Jill Scott? Words & Sounds Vol. 1 (Nommée)
- 2001 : Meilleure prestation vocale RnB féminine pour Gettin' in the Way (Nommée)
- 2001 : Meilleur nouvel artiste (Nommée)
- 2002 : Meilleure prestation vocale RnB féminine pour A Long Walk (Nommée)
- 2003 : Meilleure prestation vocale RnB féminine pour He Loves Me (Lyzel In E Flat) (Movement I, II, III) (Nommée)
- 2005 : Meilleure prestation Urban/Alternative pour Cross My Mind (Gagnante)[2]
- 2005 : Meilleure prestation vocale RnB féminine pour Whatever (Nommée)
- 2005 : Meilleur album RnB pour Beautifully Human: Words & Sounds Vol. 2 (Nommée)
- 2007 : Meilleure prestation vocale RnB traditionnel pour God Bless the Child (George Benson et Al Jarreau featuring Jill Scott) (Gagnante)[3]
- 2008 : Meilleur album RnB pour The Real Thing: Words & Sounds Vol. 3 (Nommée)
- 2008 : Meilleure prestation vocale RnB féminine pour Hate On Me (Nommée)
- 2008 : Meilleure prestation Urban/Alternative pour Daydreamin' (Lupe Fiasco featuring Jill Scott) (Gagnante)[4]

| - 2001 : Meilleur artiste RnB (Nommée) - 2001 : Meilleur nouvel artiste (Nommée) - 2005 : Meilleur nouvel artiste (Nommée) - 2001 : Meilleur album pour Who Is Jill Scott? Words and Sounds Vol. 1 (Gagnante) - 2001 : Meilleur nouvel artiste pour Who Is Jill Scott? Words and Sounds Vol. 1 (Nommée) - 2001 : Meilleure chanson pour Gettin' in the Way (Nommée) - 2001 : Meilleure artiste féminine pour Who is Jill Scott? Words and Sounds Vol. 1 (Nommée) - 2002 : Meilleur duo ou groupe pour Kingdom Come (avec Kirk Franklin) (Nommée) - 2002 : Meilleur album pour Experience: Jill Scott 826+ (Nommée) - 2002 : Meilleure chanson pour He Loves Me (Nommée) - 2002 : Meilleure artiste féminine (Nommée) - 2005 : Meilleur clip vidéo pour Golden (Nommée) - 2005 : Meilleure chanson pour Golden (Nommée) - 2005 : Meilleure artiste féminine (Nommée) - 2008 : Meilleur nouvel artiste pour Pourquoi je me suis marié ? (Nommée) - 2008 : Meilleure artiste féminine (Nommée) | - 2001 : Meilleur single RnB/Soul solo pour A Long Walk (Gagnante) - 2001 : Meilleur nouvel artiste RnB/Soul ou rappour A Long Walk (Gagnante) - 2001 : Meilleur album RnB/Soul solo pour Who is Jill Scott? Words and Sounds Vol. 1 (Gagnante) - 2005 : Meilleur album RnB/Soul solo pour Beautifully Human: Words and Sounds Vol. 2 (Nommée) - 2001 : Meilleure vidéo RnB pour Gettin' in the Way (Nommée) - 2001 : Meilleur album RnB/Soul féminin pour Who is Jill Scott? Words and Sounds Vol. 1 (Gagnante) - 2001 : Meilleur nouvel artiste RnB/Soul ou rap (Nommée) - 2001 : Meilleur single RnB/Soul féminin pour Gettin' in the Way (Nommée) - 2005 : Meilleur single RnB/Soul féminin pour Golden (Nommée) - 2005 : Meilleur album RnB/Soul féminin pour Beautifully Human: Words and Sounds Vol. 2 (Nommée) - 2004 : Voix RnB de l'année (Nommée) |